# امیر خدیر
امیر خدیر (زادهٔ ۱۲ ژوئن ۱۹۶۱ تهران) , سیاستمدار ایرانی-کانادایی است. او نماینده منطقه انتخاباتی مرسیه در مجمع ملی کبک (MNA) است که در انتخابات دسامبر ۲۰۰۸ به این سمت دست یافت. همچنین او نخستین سخنگوی مرد حزب کبک سولیدر (به فرانسوی: Québec solidaire)، طرفدار جنبش سیاسی فمینیستی و از فعالان جنبش حق حاکمیت کبک و عضو حزب سیاسی جناح چپ است که از ادغام اتحادیه نیروهای مترقی کبک و سازمان گزینه شهروندان که ایجاد شده است.

## زندگی‌نامه
او در سال ۱۹۶۱ در تهران متولد شد و در در ده سالگی به کانادا مهاجرت کرد.
او در مقطع کارشناسی در دانشگاه مونترال فیزیک خواند و پس از آن در سطح تحصیلات تکمیلی در دانشگاه مک گیل ادامه داد و سپس به تحصیل پزشکی در دانشگاه لاوال پرداخت.